# Пшезьдзенк-Великий
Пшезьдзенк-Великий (пол. Przeździęk Wielki, нім. Groß Dankheim) — село в Польщі, у гміні Вельбарк Щиценського повіту Вармінсько-Мазурського воєводства.
Населення — 227 осіб (2011).

## Демографія
Демографічна структура станом на 31 березня 2011 року:
|          | Загалом | Допрацездатний вік | Працездатний вік | Постпрацездатний вік |
| -------- | ------- | ------------------ | ---------------- | -------------------- |
| Чоловіки | 120     | 24                 | 84               | 12                   |
| Жінки    | 107     | 18                 | 60               | 29                   |
| Разом    | 227     | 42                 | 144              | 41                   |